# Pierfrancesco Chili

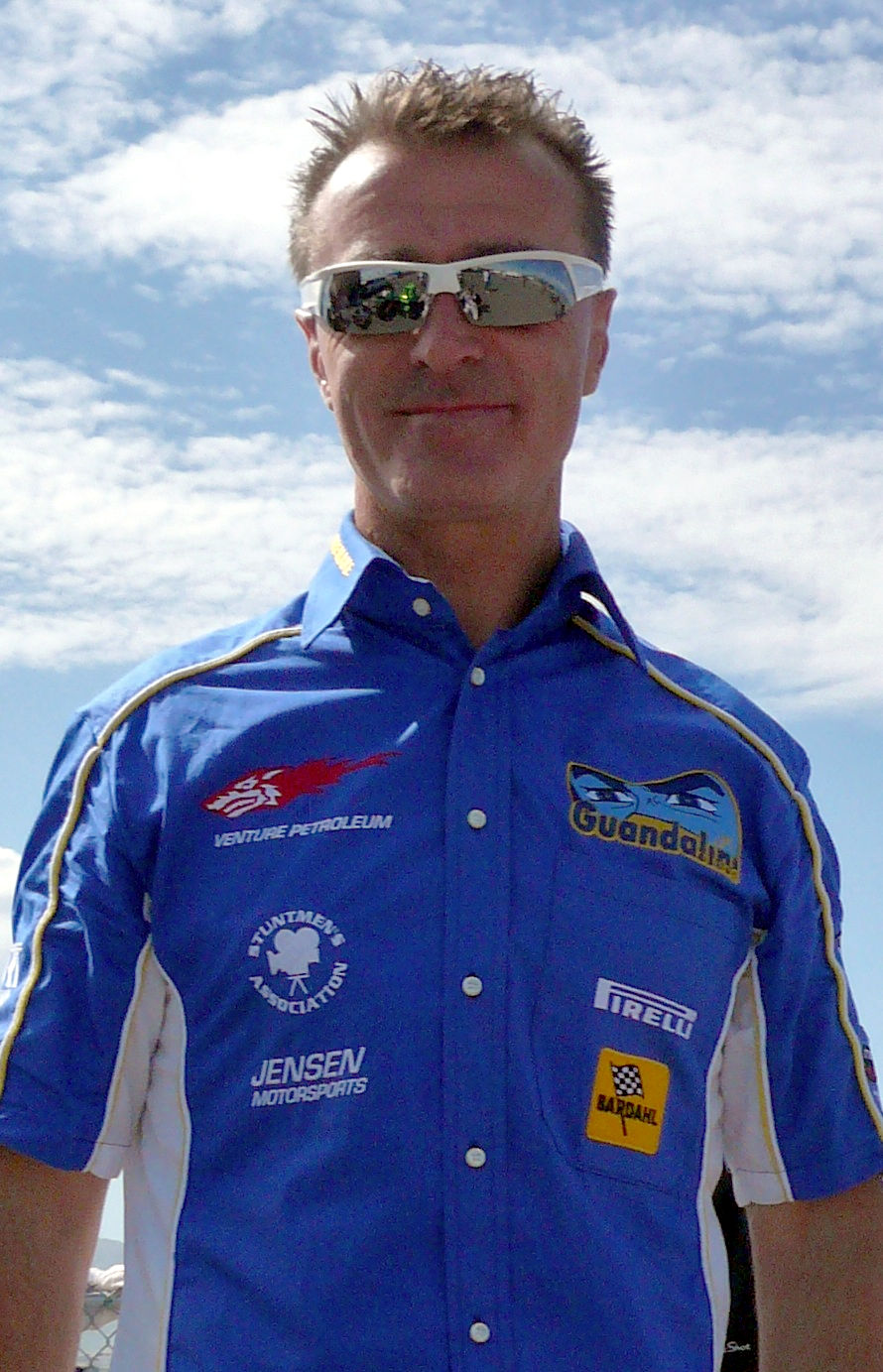
Pierfrancesco Chili 2009

Pierfrancesco „Frankie“ Chili (* 20. Juni 1964 in Bologna, Emilia-Romagna, Italien) ist ein ehemaliger italienischer Motorradrennfahrer.
Chili, auch als Chilone bekannt, startete zwölf Jahre lang in der Superbike-Weltmeisterschaft und konnte dabei 17 Laufsiege einfahren.

## Karriere

### Anfänge
Pierfrancesco Chili begann seine Rennsportkarriere im Jahr 1982, sein größter Förderer war sein Onkel Pierluigi Aldrovandi, der Anfang der 1980er Jahre in der Motorrad-Weltmeisterschaft startete und 1985 125-cm³-Europameister war. 1983 wurde er Italienischer Meister in der 125-cm³-Juniorenmeisterschaft. Im folgenden Jahr musste er seinen Wehrdienst ableisten und konnte deshalb nur wenige Rennen bestreiten. 1985 wurde Chili auf MBA selbst 125er-Europameister. Er gewann vier der sechs ausgetragenen, beendete alle Läufe auf dem Podium, und empfahl sich damit für einen Platz in der Motorrad-WM.

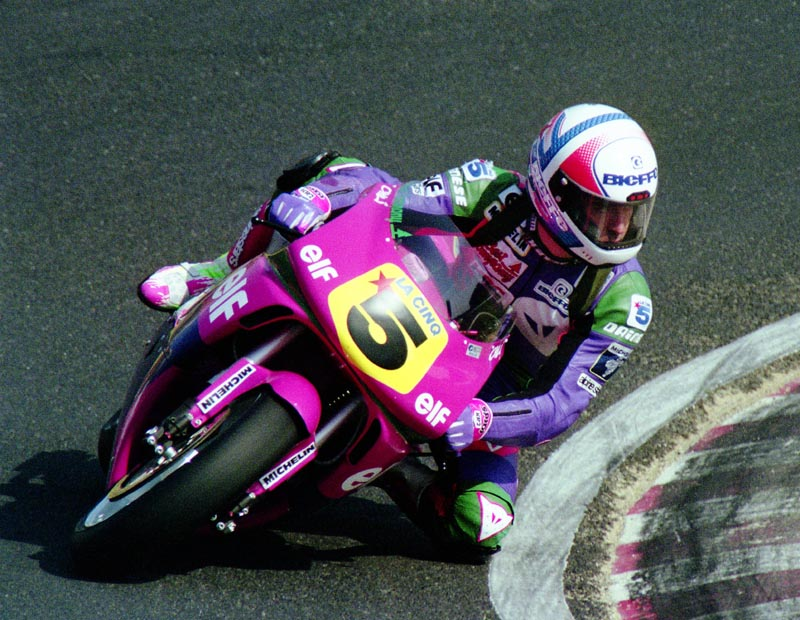
Chili auf Honda beim Großen Preis von Japan 1990

### 500-cm³-Weltmeisterschaft
Pierfrancesco Chili debütierte in der Saison 1986 beim Grand Prix von Spanien auf einer Suzuki im Team Gallina in der 500-cm³-Klasse der Motorrad-Weltmeisterschaft. Von 1987 bis 1990 ging er dann auf Honda in der Königsklasse an den Start. Seine beste Saison in dieser Klasse hatte Chili 1989, als er mit 122 Punkten Sechster der Gesamtwertung wurde. In diesem Jahr konnte er mit dem Grand Prix der Nationen in Misano auch seinen einzigen 500er-Lauf gewinnen. Bei diesem Rennen waren jedoch die meisten der top-Piloten wegen Regenwetters und schlechter Streckenbedingungen nicht an den Start gegangen. 1988 und 1989 gewann er auf Suzuki bzw. Honda die italienische 500-cm³-Meisterschaft.

### 250-cm³-Weltmeisterschaft
Von 1991 bis 1993 startete Pierfrancesco Chili zuerst auf Aprilia und später auf Yamaha in der 250-cm³-Klasse der Weltmeisterschaft. Seine beste WM-Platzierung hierbei gelang ihm in der Saison 1992, als er mit drei Siegen, insgesamt sechs Podiumsplatzierungen und 199 Punkten Dritter wurde. 1994 fand Chili, nachdem sein früheres Team sich zurückgezogen hatte, keinen Platz in der Weltmeisterschaft.

### Superbike-Weltmeisterschaft
Zur Saison 1995 wechselte Pierfrancesco Chili in die Superbike-Weltmeisterschaft, wo er in einem Privatteam auf Ducati an den Start ging. In seiner Premierensaison gelang ihm beim zweiten Lauf in Monza sogleich sein erster Sieg. Mit noch drei weiteren Podien belegte er den achten Gesamtrang. In den beiden folgenden wurde Chili Sechster bzw. Siebter im Gesamtklassement. Zur Saison 1998 wechselte Pierfrancesco Chili ins Ducati-Werksteam Ducati Racing ADVF, sein Teamkollege war der Weltmeister von 1996, der Australier Troy Corser. Chili gewann fünf Rennen, kämpfte bis zum vorletzten Rennen um den Titel und erreichte mit dem vierten Rang im Gesamtklassement die beste WM-Platzierung seiner Karriere. Im niederländischen Assen legte er sich jedoch zu heftig mit dem späteren Weltmeister und Ducati-Markenkollegen Carl Fogarty an und stürzte in der letzten Runde. Am Saisonende wurde er schließlich von Ducati entlassen. Die folgenden drei Jahre startete Pierfrancesco Chili im Alstare-Team auf Suzuki und bescherte dem japanischen Hersteller seine ersten beiden Siege in der Superbike-WM überhaupt. 1999 wurde er mit zwei Laufsiegen Sechster, 2000 erreichte er, obwohl er sich im Saisonverlauf bei einem Sturz eine Schulterverletzung zugezogen hatte, zehn Podiumsplatzierungen und wiederholte den vierten Gesamtrang von 1998. In den Saisons 2001 und 2002 gelangen Chili insgesamt nur drei Podiumsplatzierungen und die Ränge sieben und acht in der Weltmeisterschaft. In der Saison 2003 sprang für Chili, der auf Ducati startete, zwar wiederum nur der siebte WM-Rang heraus. Mit einem Sieg und fünf dritten Plätzen sorgte er, wegen seines Alters von mittlerweile 39 Jahren, dennoch für Aufsehen. 2004 errang Chili mit einem Sieg, vier zweiten und vier dritten Plätzen im PSG-1 Corse-Team sogar den fünften WM-Rang. Zur Saison 2005 wechselte Chili ins Klaffi-Honda-Team des Österreichers Klaus Klaffenböck, wo er Teamkollege des Deutschen Max Neukirchner wurde. In diesem Jahr wurde er WM-Zehnter, ohne eine einzige Podiumsplatzierung zu erreichen. 2006 ging Chili für das Team D.F.X. Treme wiederum auf Honda an den Start, zog sich aber bereits beim Wintertest in Misano einen Beckenbruch zu und musste lange pausieren. Am Saisonende beendete er, mittlerweile 42-jährig, schließlich seine aktive Karriere.
In zwölf Jahren in der Superbike-WM gewann Chili 17 Läufe und fuhr insgesamt 61 Podiumsplatzierungen ein. Mit 276 absolvierten Rennen hielt er lange den absoluten Rekord an Rennstarts.

### Nach der aktiven Zeit
Nach seinem Karriereende arbeitete Chili anfangs u. a. als Berater für das D.F.X.-Team in der Superbike-WM. In der Saison 2009 war Pierfrancesco Chili Teammanager im bologneser Guandalini Racing team, das mit den Fahrern Jakub Smrž aus Tschechien und dem Australier Brendan Roberts auf Ducati in der Superbike-WM an den Start ging.

## Erfolge
- 125-cm³-Europameister: 1985 (auf MBA)
- Italienischer 500-cm³-Meister: 1988, 1989 (auf Honda)
- Italienischer Meister der Open-Klasse: 1990 (auf Cagiva)
- Italienischer 250-cm³-Meister: 1991 (auf Aprilia)

## Privates
Pierfrancesco Chili lebt heute mit seiner Frau Romina und seinen beiden Kindern in Misano Adriatico, unweit der Rennstrecke Misano World Circuit Marco Simoncelli.

## Verweise